# Тимтарбум, Феликс
Феликс Тимтарбум (фр. Félix Tiemtarboum; 20 ноября 1935, Донсин, Французский Судан — 9 июня 2013, Париж, Франция) — государственный, военный и общественный деятель Верхней Вольты, министр иностранных дел (1980—1982).

## Биография
Получил высшее образование в области естественных наук в Париже, затем был на службе в Вооруженных силах Верхней Вольты, имел звание полковника.
- 1971—1976 гг. — министр молодежи и спорта,
- 1980—1982 гг. — министр иностранных дел Верхней Вольты.

Затем стал спортивным функционером — в 1988—1992 гг. возглавлял Федерацию футбола Буркина-Фасо. Являлся основателем Спортивного союза Уагадугу, который возглавлял в 1987—2012 гг.